# 北海道・東京連続少女監禁事件
北海道・東京連続少女監禁事件（ほっかいどう・とうきょうれんぞくしょうじょかんきんじけん）は、2001年から2005年にかけて複数人の少女が男（第二事件での逮捕当時24歳）に監禁された事件。

## 事件の概要
男は青森県五所川原市の資産家の家庭に生まれ、裕福な家庭環境でアダルトゲームに熱中していたが、母親を亡くしたことで大きな精神的ショックを受け、家出同然に実家を離れ一人暮らしを始めた。周囲には「ハーレムを作る」と呟いていたという。その後、入門した空手道場の道場主に無断で印鑑を借用して養子縁組を届け出、名字を変えている。

### 第一事件（北海道）
2001年当時、男は北海道江別市に居住していたが9月に札幌市内で知り合った無職の女性（当時20歳）を自宅に連れ込んで2週間にわたり監禁し、ペット用の首輪を付けたり、「ご主人様」と呼ぶよう命令していた。女性は解放された後に警察へ被害届を提出し、翌2002年4月16日に北海道警察は監禁致傷容疑で男を逮捕。また、別の少女（当時19歳）を監禁し、包丁で足を傷付けたり、熱湯を浴びせるなどの暴行を繰り返していた。
弁護人は被告人が中学時代から不登校になり精神病院に通院し、高校時代には自殺を図ったこともあると主張したが、被告人は心神喪失状態にあらず責任能力はあるとされた。2003年8月、札幌地方裁判所で男に対して懲役3年・執行猶予5年の判決が言い渡されたが被害者との示談は判決前に成立しており、男が控訴しなかったため刑が確定した。公判では、男がアダルトゲームに興じる中で、女性を自分の思うがままに操って自己満足を得ることを企てた、と指摘されていた。

### 第二事件（東京）
執行猶予期間中に東京都へ転居した男はチャットに出入りし、そこで知り合った兵庫県出身の少女（当時18歳）と2004年2月からメールでやり取りをしていた。しかし、3月ごろになって突然、「実家にヤクザを送り込まれたくなかったら、東京まで出てこい」と少女を脅し、交通費として少女の銀行口座に3万円を振り込んで3月8日に東京に呼び出していた。呼び出した後、顔を殴るなどして、「見張り役にお前の顔を覚えさせた。もう逃げ出せないからな」と脅迫。同日から6月19日までの104日間、東京都内の複数のホテルや、男が住んでいた足立区のマンションで北海道での第一事件の際と同様にペット用の首輪を付けて監禁。女性に「オレは病気だから捕まらないんだ」と主張。少女は6月19日に監禁されていたマンションの一室から自力で脱出して千葉県木更津市の教会に駆け込み、神父に保護されたが、心的外傷後ストレス障害（PTSD）による衰弱が激しい状態であった。
男は、その後自分は統合失調症であると主張し札幌市内の病院に通院。2004年12月と2005年4月、幻聴が聞こえるとして東京都内の病院で統合失調症の診断を受ける。警視庁綾瀬署は2005年5月11日に男を監禁致傷容疑で逮捕。
なお、男が東京へ転居した際は青森保護観察所へ転居先の住所を届け出ていたが、同観察所から東京保護観察所への転居事実確認を求めるファクシミリの送信が(東京の市外局番の03を3と入力したため）失敗していたことが後に判明。この情報伝達ミスが結果的に東京での第二事件を防げなかった原因の一つとされている。
他にも2003年12月から2004年12月にかけ、少女（当時17歳）を青森県五所川原市内などのホテルで約3日間監禁、女性（当時22歳）を東京都内のマンションに約4か月間監禁、女性（当時23歳）を東京都内のマンションに約10日間監禁したとして再逮捕。計4人への事案で起訴された。
男は拘置中に結婚と離婚を繰り返している関係で名字が逮捕時及び実家の名字と異なっており、チャットで使用していた女性名義のハンドルネームも存在するために裁判では様々な名前で呼ばれている。なお、男の精神鑑定は却下された。法廷には白いスーツで出廷する事もあった。

## 刑事裁判

### 第一審・東京地裁
2005年12月19日、東京地方裁判所（高橋徹裁判長）で初公判が開かれ、罪状認否で被告人は「女性といた事実はありますが、不法に監禁しておりません」と述べて起訴事実を全面的に否認した。
2007年10月19日、東京地裁（高橋徹裁判長）で判決公判が開かれ、裁判長は「4人もの女性を意のままに従わせて自由を奪うなど、人格を無視した極めて悪質な犯行。同じような犯行を繰り返す可能性は高い」として被告人に対し懲役14年（求刑：懲役15年）の実刑判決を言い渡した。判決では「若い女性を脅迫して脱出困難な心理に陥れ『お仕置き』と称した暴力や性的行為を繰り返した。被害者に絶望的な恐怖感と甚大な苦痛を与え、反省の姿勢も全くうかがえない」と非難した。被告側は判決を不服として即日控訴した。

### 控訴審・東京高裁
2010年9月24日、東京高等裁判所（中山隆夫裁判長）は「被告には女性を奴隷にして、完全な主従関係をつくろうという極めて特異な嗜好がある」とした上で「女性にPTSDを発症させたとの一審の判断に誤りはない」として一審・東京地裁の懲役14年の判決を支持、被告側の控訴を棄却した。判決では「被告は『ご主人様』と呼ばせ、被害者をペットとして扱い、完全な主従関係をつくりあげようという、ゆがんだ目的で計画的に実行した」と指摘。被害者証言は基本的に信用できるとした上で「被告の脅迫や暴力的言動を受け、心理的に強く支配されたと認められ、一審判決は正当」とした。被告側は判決を不服として上告した。

### 上告審・最高裁第二小法廷
2012年7月24日、最高裁判所第二小法廷（千葉勝美裁判長）は「PTSDなどの精神的機能の障害を引き起こした場合も、刑法の傷害に当たると解釈するのが相当」と最高裁として初の判断を示した上で被告側の上告を棄却する決定を出したため、被告人に対する懲役14年の判決が確定した(実際には前の執行猶予が取り消され懲役3年が追加される。)。

## 雑記
- 事件の報道の際に、犯人の男が非常に整った顔立ちをしていたことも相まって、当初よりインターネット上で「監禁王子」という呼び名がつけられ、後に大手メディアでも「監禁王子」という名称が使われるようになった[33][34]。
- 男の祖父（元警察署長）がテレビ朝日『サンデースクランブル』の取材に対し、「本人のせいじゃなくて、最近は女性の肌の露出が多い。着物の国で裸の女がいたら、誘っていると思われても仕方ない」と発言して顰蹙を買った[35]。